# Pijntoren
De Pijntoren is een voormalige toren in de vestingwerken van Haarlem. De toren was ooit gelegen in de Noord-Hollandse stad Haarlem.
De toren was gelegen op de hoek met de Nieuwe Gracht en Kinderhuissingel en is bij de sloop van de vestingswerken in 1873 verdwenen.
Na het Beleg van Haarlem (1572-1573) werd op de fundering van de Pijntoren de Pinkmolen gebouwd. Deze molen werd echter een jaar voor de sloop van de stadsmuur in 1872 gesloopt.